# Orgy of the Damned
Orgy of the Damned — шестой студийный альбом британско-американского рок-музыканта Слэша (гитариста американской хард-рок-группы Guns N’ Roses), вышедший 17 мая 2024 года на лейбле Gibson Brands. Альбом представляет собой совместный блюзовый кавер-проект с участием различных музыкантов и певцов, включая Гэри Кларка-младшего, Билли Гиббонса, Криса Стэплтона, Dorothy, Игги Попа, Пола Роджерса, Деми Ловато, Брайана Джонсона, Криса Робинсона, Таш Нил и Бет Харт.
Альбому предшествовал выпуск двух синглов: кавер-версии песни Хаулина Вулфа «Killing Floor» и песни Fleetwood Mac «Oh Well» были выпущены 8 марта и 12 апреля 2024 года соответственно.

## Предыстория и релиз
Первые блюзовые работы Слэша относятся к 1996 году, когда он расстался с группой Guns N' Roses и экспериментировал с этим музыкальным жанром в концертных турах с группой Slash’s Blues Ball. Три десятилетия спустя, в 2023 году, он воссоединился с двумя своими бывшими коллегами по группе, Джонни Грипариком на бас-гитаре и Тедди Андреадисом на клавишах, а также Майклом Джермоном на барабанах, чтобы записать инструментальные партии альбома с продюсером Майком Клинком в East West Studios и Snakepit Studio в Лос-Анджелесе.
8 марта 2024 года Слэш выпустил кавер-версию песни Хаулина Вулфа «Killing Floor» с вокалом Брайана Джонсона и губной гармошкой Стивена Тайлера. В тот же день был анонсирован альбом Orgy of the Damned, который был доступен для предварительного заказа. В интервью Rolling Stone музыкант сказал: «„Killing Floor“ — это песня, которую я всегда хотел исполнить […] Брайан был единственным парнем, о котором я подумал для этой песни, просто потому, что я знаю голос Брайана и знаю, как он звучит, когда поет в более низком регистре».

## Отзывы
| Оценки критиков   | Оценки критиков |
| Источник          | Оценка          |
| ----------------- | --------------- |
| AllMusic          | [ 6 ]           |
| Blues Rock Review | 8/10            |
| PopMatters        | 3/10            |
| Riff Magazine     | 7/10            |
| Spill             | [ 10 ]          |

Альбом получил положительные отзывы музыкальной критики и интернет-изданий. В положительной рецензии на Blues Rock Review Меган Роос назвала проект в целом «увлекательным прослушиванием», которое способно «исследовать различные блюзовые звуки и стили в соответствии с тем, как каждый из выбранных певцов сочетается с материалом». Рецензент выделила «Stormy Monday», «Born Under a Bad Sign» и «Living for the City» как выделяющиеся. Сэм Ричардс из Riff Magazine написал, что, хотя песни на альбоме — «старые лошадки, которые подвергаются минимальной переработке, не зря же они являются стандартами». Он добавил, что Слэш «признает это, и большинство его гостей поддерживают интересную обстановку вокруг него».

## Список композиций
| №                   | Название                                             | Автор(ы)                                         | Длительность |
| ------------------- | ---------------------------------------------------- | ------------------------------------------------ | ------------ |
| 1.                  | «The Pusher» (при участии Chris Robinson)            | Hoyt Axton                                       | 7:07         |
| 2.                  | «Crossroads» (при участии Gary Clark Jr.)            | Роберт Джонсон                                   | 5:34         |
| 3.                  | «Hoochie Coochie Man» (при участии Билли Гиббонса)   | Вилли Диксон                                     | 6:43         |
| 4.                  | «Oh Well» (при участии Криса Стэплтона)              | Питер Грин                                       | 4:33         |
| 5.                  | «Key to the Highway» (при участии Dorothy)           | Charlie Segar                                    | 5:09         |
| 6.                  | «Awful Dream» (при участии Игги Попа)                | Лайтнин Хопкинс Clarence Lewis C Morgan Robinson | 5:32         |
| 7.                  | «Born Under a Bad Sign» (при участии Пола Роджерса)  | William Bell Букер Ти Джонс                      | 5:00         |
| 8.                  | «Papa Was a Rolling Stone» (при участии Деми Ловато) | Norman Whitfield Barrett Strong                  | 7:52         |
| 9.                  | «Killing Floor» (при участии Брайана Джонсона)       | Честер Бёрнетт                                   | 4:18         |
| 10.                 | «Living for the City» (при участии Tash Neal)        | Стиви Уандер                                     | 6:52         |
| 11.                 | «Stormy Monday» (при участии Бет Харт)               | Ти-Боун Уокер                                    | 7:58         |
| 12.                 | «Metal Chestnut»                                     | Слэш                                             | 3:01         |
| Общая длительность: | Общая длительность:                                  | Общая длительность:                              | 69:39        |

## Чарты
| Чарт (2024)                                    | Высшая позиция |
| ---------------------------------------------- | -------------- |
| Австралия (ARIA)                               | 14             |
| Австрия (Ö3 Austria)                           | 2              |
| Бельгия/Фландрия (Ultratop)                    | 44             |
| Бельгия/Валлония (Ultratop)                    | 12             |
| Нидерланды (Album Top 100)                     | 41             |
| Финляндия (Suomen virallinen lista)            | 34             |
| Франция (SNEP)                                 | 12             |
| Германия (Offizielle Top 100)                  | 2              |
| Италия (FIMI)                                  | 48             |
| Япония (Oricon)                                | 25             |
| Япония (Digital Albums, Oricon)                | 21             |
| Япония (Hot Albums, Billboard Japan)           | 30             |
| Новая Зеландия (RMNZ)                          | 29             |
| Шотландия (Scottish Albums Chart)              | 3              |
| Швеция (Sverigetopplistan)                     | 25             |
| Швейцария (Schweizer Hitparade)                | 2              |
| Великобритания (UK Albums Chart)               | 8              |
| Великобритания (UK Independent Albums Chart)   | 2              |
| США (Billboard 200)                            | 98             |
| США (Billboard Top Blues Albums)               | 1              |
| США (Top Rock & Alternative Albums, Billboard) | 26             |